# Тамчинский оленный камень
Тамчинский оленный камень или Алтан-сэргэ (бур. Алтан-сэргэ — золотая коновязь) — типичный оленный камень монголо-забайкальского типа. Установлен на территории Тамчинского дацана в селе Гусиное Озеро Селенгинского района Республики Бурятия. Единственный из оленных камней, сохранившихся на территории Бурятии. Считается, что первоначально оленный камень служил надмогильной плитой, установленной на захоронении предводителя племени или воина-вождя, а позже был перевезён ламами на территорию дацана, которые, по некоторым сведениям, специально выезжали за ним в Монголию. Алтан-сэргэ использовался во время мистерии Цам в качестве коновязи для «священной лошади небожителей, когда те приезжали на праздник».
Тамчинский оленный камень сделан из цельного куска литокристаллического туфа дацитовых пород. Имеет брусовидную форму со скошенной вершиной. По длинному краю высота камня составляет 2,69 м, из них 65 см — подземная часть. По всем четырём сторонам были высечены изображения. На северной стороне камня рисунок не сохранился. Изображения первоначально были выполнены техникой неглубокой гравировки на подготовленной ровной, возможно, отшлифованной поверхности, а затем углублены металлическим изделием, глубина высекания составляла более 0,5 см. На одной из широких сторон камня высечены три фигуры оленей, на противоположной стороне — четыре. На боковых гранях рисунки еле заметны и нанесены частично. Нижняя часть граней с изображениями неровная и не отшлифованная. Оленный камень создан в бронзовом веке или во время ранних кочевников.
В начале XX века камень находился у входа в главный храм Тамчинского дацана. В 1930-х годах оленный камень исчез. В 1989 году учащиеся местной школы обнаружили его на территории дацана в фундаменте разрушенного здания 1934 года постройки. Оленный камень был разбит на несколько кусков, многие фрагменты оказались утеряны. После проведения в 1990 году реставрации силами специалистов Государственного Эрмитажа и научно-производственного объединения «Реставратор», снова установлен на территории дацана. С 2021 года, по версии Министерства туризма Республики Бурятия, входит в «ТОП-100 достопримечательностей Республики Бурятия».

## Оленный камень
Памятник представляет собой брусовидный, уплощённый столб из цельного куска камня серого цвета, по данным геолога В. Н. Семушкина, литокристаллического туфа дацитовых пород, имеющих мелкую структуру. Общая высота плиты по длинному краю составляет 2,69 м, из которых подземная часть — 65 см. Оленный камень имеет четыре грани, ориентированные по сторонам света (ориентация по расположению на начало XX века) — узкими гранями на юг (самая длинная и узкая грань) и север. Такое расположение, по всей видимости, связано с буддийскими традициями, так как не типично для оленных камней, стоящих у плиточных могил и направленных лицевой частью на восток, в сторону восходящего солнца. Сверху камень усечён. По всему столбу проходит трещина. Глубина высекания изображений по всей плите составляет более 0,5 см. Нижняя часть граней с изображениями неровная и не отшлифована.
Археолог П. П. Хороших датировал Тамчинский оленный камень временем ранних кочевников: VIII—II вв. до н. э. Археологи В. В. Кухарев и Н. В. Именохоев, опираясь на анализ сюжета и элементов декора, изобразительные приёмы, технику исполнения, датировали памятник XI—VIII вв. до н. э., они считали, что изображения на камне по стилистике подобны искусству эпохи бронзового века. Они предположили, что оленный камень мог быть изготовлен местными мастерами для установки на захоронении предводителя племени или воина-вождя, а уже позже был перевезён ламами в Тамчинский дацан. Известно, что ламы специально ездили в Монголию, чтобы выбрать подходящий камень на древних захоронениях.
В начале XX века оленный камень стоял в Тамчинском дацане на площадке у входа в Цогчен-дуган (главный храм). В начале 1930-х годов камень исчез, а после обнаружения и реставрации в 1990 году вновь установлен на том же месте. Оленный камень использовался в мистерии Цам в роли «космического центра в ритуальном пространстве», к которому небесные божества привязывали свою «священную лошадь» (Диу). По мнению этнографа П. П. Хороших, ламы считали, что камень был оберегом для «священной лошади».
Тамчинский оленный камень — яркий пример оленного камня монголо-забайкальского типа, единственный, сохранившийся на территории Бурятии. По стилистике и технике нанесения изображений Тамчинский оленный камень аналогичен известным оленным камням, найденным в Забайкалье в долинах рек Селенги, Уды и Иволги, но отличается от оленных камней, найденных в Монголии, у которых более реалистичные изображения. По мнению П. П. Хороших, это связно с тем, что реалистичные изображения более старые, они относятся к периоду когда ещё процветало оленеводство. Стилизованные изображения оленей, но с хорошо прорисованными рогами, стали появляться позднее, когда оленеводство ушло из жизни народов, изображавших их на камне.
Культ оленя в буддизме широко распространён: в мистерии Цам ламы используют оленный камень в качестве коновязи, а при исполнении танцев надевают маски в виде голов оленей; олени изображены на воротах и на входах в дацаны; олени встречаются и на других предметах ламайского культа.
Большинство исследователей считают, что оленные камни являются надмогильными памятниками, которые устанавливали на могилы знатных людей. Высказывались также предположения, что оленный камень — это подобие скульптуры воина с оружием, где изображения верхней части стелы символизируют предметы украшений, а изображения в средней части обозначают пояс с оружием. На территории Монголии встречаются оленные камни, где в верхней части высечены лица людей, это может подтверждать предположения, что в основе изображений на оленных камнях лежал антропоморфный образ.
- Тамчинский дацан с оленным камнем. Начало XX века
- Тамчинский оленный камень с привязанной к нему «священной лошадью» (Диу). Начало XX века
- Церемония Цам в Тамчинском дацане. 1880-е годы
- Церемония Цам в Тамчинском дацане. 1880-е годы

## История исследований
Сведения об оленных камнях, расположенных у Гусиного озера, стали появляться в первой половине XIX века. Тамчинский оленный камень впервые упомянул в 1889 году этнограф Г. Н. Потанин в статье, опубликованной в XX томе «Известий ВСОРГО». В этой статье учёный попытался дать объяснения изображениям на оленных камнях и выяснить их назначение. В 1909 году А. И. Термен исследовал Тамчинский оленный камень. В книге «Среди бурят Иркутской губернии и Забайкальской области. Очерки и впечатления» он опубликовал фотографию Алтан-сэргэ и легенду, услышанную им от местных лам. В легенде рассказывалось о функции оленного камня: он использовался в качестве коновязи для «священной лошади» небожителей в мистерии Цам. В 1928 году стелу исследовал этнограф П. П. Хороших, но лишь в 1962 году он опубликовал заметку о Тамчинском оленном камне. В начале 1930-х годов оленный камень пропал.
В 1957 году Тамчинский дацан был объявлен историко-архитектурным памятником, благодаря чему на его территории были начаты реставрационные работы. В 1988 и 1989 годах археологический отряд «Бурятпроектреставрации» приступил к поиску утраченных памятников Тамчинского дацана, в том числе Алтан-сэргэ. Отряд опросил местных жителей и бывших служителей дацана относительно пропавших артефактов, но это не дало результатов. По рассказу одного старожила, который проживал с 1931 года в селе Гусиное Озеро, в 1931 году оленного камня на территории дацана уже не было. Были различные версии исчезновения камня: по первой версии оленный камень был использован в качестве бутового камня при строительстве здания на территории дацана; согласно второй версии Алтан-сэргэ хранится в краеведческом музее города Кяхты; по последней версии оленный камень был спрятан ламами.
Учащиеся местной школы организовали собственный поисковый отряд под руководством учителя истории. Осенью 1989 года, обследуя на территории дацана кладку фундамента одного из разрушенных зданий 1934 года постройки, они обнаружили обломок с рисунками оленей. Сторож Тамчинского дацана, старожил, после осмотра находки предположил, что артефакт — обломок оленного камня Алтан-сэргэ. О находке сообщили в «Бурятпроектреставрацию», где создали экспертную группу под руководством археолога Е. А. Хамзиной. Группа нашла другие шесть фрагменты оленного камня.
Археологи Л. В. Лбова и В. В. Кухарев сделали эстампажи и обмеры оленного камня. В конце 1989 года эстампажи были впервые представлены научному сообществу на Всесоюзной научной конференции в городе Кемерово. Оригиналы эстампов утрачены вместе с архивом «Бурятпроектреставрации», от них сохранились лишь прорисовки.
Реставрацию Тамчинского оленного камня проводили специалист Санкт-Петербургской лаборатории исследования и реставрации декоративной скульптуры Государственного Эрмитажа М. Н. Лебедь и сотрудники научно-производственного объединения «Реставратор» В. Г. Сорочин и П. В. Поргугальский. После реставрации в 1990 году плита снова была установлена на том же месте на территории дацана, что и в начале XX века.
В конце 2010-х годов учёные изучали Тамчинский оленный камень с помощью цифровых средств. С помощью ортофотографии и DEM-модели плоскостей была построена его 3D-модель, которая обрабатывалась топографическими и графическими фильтрами, после чего использовалась ручная прорисовка изображений. Трёхмерная модель объекта была создана на основе 23 фотографий общего плана, сделанных с разных ракурсов вокруг объекта. В результате обработки получено плотное облако из 2,8 млн точек, на основе которого были сгенерированы карты высот и ортофотографии каждой из плоскостей.
В 2020 году Министерством туризма Бурятии был запущен Республиканский интернет-конкурс «ТОП-100 достопримечательностей Республики Бурятия». В результате голосования жителей и представителей муниципалитетов и организаций Тамчинский оленный камень занял 29 место. В 2024 году фотоизображения Тамчинского оленного камня были одним из центральных экспонатов на выставке «Солнечная Бурятия. Прикосновение к солнцу», проводившейся в рамках Восточного экономического форума в Владивостоке в павильоне Республики Бурятия.

## Изображения
После проведения исследований с помощью цифровых средств в конце 2010-х годов, исследователи, основываясь на анализе тепловой карты глубины рисунка, полученной с помощью 3D-модели, пришли к выводу, что изображения наносили на подготовленную ровную, возможно, отшлифованную поверхность камня. Высечение рисунка начиналось с его неглубокой гравировки с последующим углублением металлическим инструментом.
Изображения на плите высечены на четырёх сторонах (изображения на северной стороне оленного камня не сохранились). Две широкие стороны камня полностью заполнены изображениями, на боковой стороне рисунки еле заметны и нанесены лишь на часть поверхности. На плите высечены стилизованные фигуры оленей, размещённые одна над другой — три оленя на одной стороне и четыре на другой. Животные изображены с большими ветвистыми рогами и неестественными головами, похожими на птичий клюв. В верхней части камня фигуры оленей большие, их головы направлены вверх, а в нижней части изображения небольшие и с головами, направленными вниз. По мнению археолога М. В. Константинова, олени на плите символизируют «заботу о здоровье и умножении потомства. Это пожелание блага роду, племени и народу». Связывает это он с лечебными свойствами рогов оленя, которые «усиливают трудоспособность и поддерживают сексуальную силу мужчин и женщин».
Западная сторона Тамчинского камня имеет ширину в верхней части 37 см, а в нижней — 31 см. Здесь изображены три фигуры оленей, летящие галопом. Все изображения в хорошей сохранности. В верхнем правом углу плоскости изображён круг диаметром 10 см. В нижней части к кругу пририсована подвеска направленная влево и вниз с некоторым наклоном. Подвеска утолщена в средней части и имеет раздвоение на конце. Под головой первого оленя выбит неглубокий декоративный узор. Под передним рогом первого оленя изображён, предположительно, топор, у которого изогнуто топорище, а обушок выступает.
По мнению археолога А. П. Окладникова круг на оленных камнях обозначает бронзовое зеркало с ручкой. Археолог С. И. Вайнштейн считал, что знак можно трактовать как атрибут солярной символики. Символом солнца считали это изображение археологи М. Х. Маннай-оол и П. П. Хороших. Археологи М. П. Грязнов, В. В. Волков, Э. А. Новгородова и Н. Л. Членова предполагали, что круги изображают серьги, хотя среди археологических находок украшения такой формы не встречались.
В верхнем углу восточной стороны камня изображён небольшой олень, развёрнутый слева направо. Два параллельных изображения оленей расположены по диагонали у левого края грани плиты. Изображение третьего оленя частично повреждено. Самый нижний олень помещён вдоль левой стороны стелы.
Высота стелы по южной стороне Тамчинского оленного камня составляет 2,69 м, ширина снизу — до 36 см, ширина сверху — 25 см. Изображения на этой стороне сохранились частично. В средней и нижних частях плоскости рисунок поврежден. Сверху от верхнего конца стелы изображены одна над другой две выгнутые вниз дугообразные полосы. Под полосами высечен олень с клювообразной головой и нереалистичной шеей. Части тела оленя проработаны неглубокой гравировкой.
Северная сторона камня в высоту достигает 2,3 м с шириной вверху 10 см, а снизу — до 29 см. Изображения на этой стороне не сохранились.
По В. В. Кухареву и Н. В. Именохоеву, раньше здесь были изображены два оленя один над другим. Под вторым оленем, посередине стелы, находилась пятиугольная фигура, заполненная поперечными линиями, изогнутыми углом, направленным вверх. По мнению археологов М. Х. Маннай-оола и В. В. Волкова, такие фигуры обозначали жилище. Археологи С. И. Вайнштейн, Д. Г. Савинов и Н. Л. Членова считают, что это грудная клетка с рёбрами. Археологи М. А. Дэвлет и Э. А. Новгородова предполагают, что пятиугольные фигуры на оленных камнях обозначали щит; Э. А. Новгородова сравнивала этот «щит» с пятиугольными китайскими щитами эпохи Чжоу, широко распространёнными во второй половине II тысячелетия до н. э. в Центральной Азии, что находило отражение в оленных камнях монголо-забайкальского типа. Здесь же, по правой стороне, был изображён предмет, похожий на слегка изогнутую рукоять, в верхней части которого перпендикулярно выступало что-то, похожее на клинок кельта или боевой топор. По В. В. Кухареву и Н. В. Именохоеву, предмет мог схематично изображать боевое рубящее оружие — боевой топор или секиру. По их мнению, такое изображение орудия очень близко к карасукским образцам Южной Сибири и Северного Китая второй половины II тысячелетия до н. э..

## Комментарии
1. ↑  Оленные камни делятся на три типа по их ареалу: монголо-забайкальские, саяно-алтайские (с «реалистичными» изображениями оленей) и общеевразийские (без изображений животных). Монголо-забайкальский тип распространен в Забайкалье, Центральной и Восточной Монголии. На оленных камнях этого типа изображены орнаментально стилизованные «летящие» фигуры оленей с клювообразными мордами, на многих также изображены мелкие фигурки других животных в реалистичной форме[1][2].
2. ↑  Семушкин В. Н. — кандидат геолого-минералогических наук, сотрудник Геологического института БНЦ СО РАН[3].
3. ↑  Кухарев В. В. — сотрудник научно-исследовательского отдела «Бурятпроектреставрации»[14].
4. ↑  Digital Elevation Model — Цифровая модель рельефа. Совокупность точек плоскости с известными трёхмерными координатами.
5. ↑  Новгородова, Элеонора Афанасьева (1933—1996) — доктор исторических наук, ведущий научный сотрудник Института востоковедения РАН, дочь якутского историка и общественного деятеля А. И. Новгородова. Первая жена В. В. Волкова[35].